# Politikåret 1943

## Händelser
- 14–24 januari – Vid Casablancakonferensen planerades de allierades strategi för Europa under andra världskriget.
- 1 februari – Tyskarna utser Vidkun Quisling till norsk statsminister.
- 26 mars – Sveriges regering häver transportförbudet för kommunisttidningarna Ny Dag och Norrskensflamman.
- 27 mars – De fyra svenska kommunistiska morgontidningar, som belades med transportförbud 1940, får förbudet upphävt.
- 25 juli – Italiens konseljpresident Benito Mussolini störtas, och makten övergår till marskalken Pietro Badoglio.[1]
- 15 augusti – Sveriges regering stoppar tågtrafiken med tyska permittenter genom Sverige.
- 13 oktober – Italien förklarar Tyskland krig.
- 14 oktober – Filippinerna förklarar sig självständigt.[2]

## Val och folkomröstningar
- 23 mars – Folketingsval i Danmark.
- Okänt datum – Presidentval i Finland.

## Organisationshändelser
- 8 juli – Jamaicas arbetarparti bildas.
- 13 september – Republikanska fascistpartiet bildas i Italien.
- 10 december – Istiqlal bildas i Marocko.

## Födda
- 8 januari - Andrew Hunter, brittisk politiker, tidigare representant för Conservative, numera för Democratic Unionist Party.
- 14 januari - Lena Hjelm-Wallén, svensk socialdemokratisk politiker, utbildningsminister 1982-1985, utrikesminister 1994-1998 och vice statsminister 1998-2002.
- 15 januari - Margaret Beckett, brittisk parlamentsledamot för Labour.
- 19 januari - Peter Atkinson, brittisk parlementsledamot för Conservative.
- 26 mars - Kjell Larsson, svensk socialdemokratisk politiker, miljminister 1998-2002.
- 29 mars - John Major, brittisk premiärminister 1990-1997.
- 8 april - Tony Banks, brittisk parlamentsledamot för Labour.
- 9 maj - Vincent Cable, brittisk parlamentsledamot för Liberal Democrats
- 15 maj - Michael Clapham, brittisk parlamentsledamot för Labour 1992-2010.
- 15 juni - Poul Nyrup Rasmussen, dansk statsminister 1993–2001.
- 27 juni - David Clelland, brittisk parlamentsledamot för Labour 1985-2010.
- 6 juli - John Cummings,  brittisk parlamentsledamot för Labour.
- 24 juli - Tony Colman, brittisk parlamentsledamot för Labour 1997-2005.
- 9 augusti - Roger Jansson, åländsk politiker (frisinnad, SFP).
- 11 augusti - Pervez Musharraf, pakistansk yrkesmilitär och politiker, president 2001-2008.
- 16 september - David Wilshire, brittisk parlamentsledamot för Convervative.
- 29 september - Lech Wałęsa, polsk politiker, president 1990-1995.
- 14 augusti - Ronnie Campbell, brittisk parlamentsledamot (Labour) 1987-2019.
- 23 augusti - Bengt Westerberg, svensk politiker, partiledare för folkpartiet 1983-1995, vice statsminister 1991-1994.
- 1 oktober - Ingela Thalén, svensk socialdemokratisk politiker, bl.a. partisekreterare i socialdemokraterna 1996-1999.
- 6 oktober - Richard Caborn, brittisk parlamentsledamot för Labour.
- 7 oktober - Oliver North, amerikansk säkerhetsrådgivare till president Ronald Reagan, centralt inblandad i Irangate-skandalen 1985-1987.
- 11 december - John Kerry, amerikansk senator, presidentkandidat för Demokraterna i det amerikanska valet 2004.

## Avlidna
- 30 april - Beatrice Webb, brittisk socialistisk reformator.
- 23 september - Ernst Trygger, svensk statsminister.

### Fotnoter
1. ↑  ”Italy” (på engelska). World Statesmen. http://www.worldstatesmen.org/Italy.htm. Läst 31 juli 2015.
2. ↑  ”Philippines” (på engelska). World Statesmen. http://www.worldstatesmen.org/Philippines.htm. Läst 7 november 2012.